# Bade (Land)
Pour les articles homonymes, voir Bade.
1945–1952
Entités précédentes :
- République de Bade

Entités suivantes :
- Bade-Wurtemberg

Le Land de Bade (Baden) était un Land allemand créé en 1945 par les autorités militaires de la zone d’occupation française et qui comprenait le Sud de l’ancienne république de Bade (la partie nord sous Zone d'occupation américaine constituait le district de Bade-du-Nord du Land de Wurtemberg-Bade). Le Land était officiellement appelée la Bade-du-Sud (Südbaden) jusqu’au 2 décembre 1946. Sa capitale était Fribourg-en-Brisgau.
La Bade est l’un des onze Länder fondateurs de la République fédérale d’Allemagne, le 23 mai 1949. En 1952, il a été fusionné avec les Länder de Wurtemberg-Bade et de Wurtemberg-Hohenzollern pour créer le Bade-Wurtemberg.